# エミール・プラドネル
エミール・プラドネル（Emile Pladner、1906年9月2日 - 1980年3月15日）は、フランスの男性プロボクサー。元NBA・IBU認定世界フライ級王者。

## 人物
- フランス・パリで成功している彫刻家であったが、後にプロボクサーになった。

## 来歴
- 1925年、ヨーロッパのアマチュアフライ級タイトルを獲得。
- 1926年1月29日、モロッコ王国のカサブランカにてデビュー戦を行い勝利した。
- 1926年7月11日、6戦まではモロッコ王国で試合をしたが1926年9月15日の試合よりフランス国内をメインとして試合をするようになった。
- 1926年11月16日、10戦目ではドイツ人ボクサーのルートヴィヒ・ミノウと戦いKO勝ちした。この試合は注目され後日の新聞では、彼は将来有望選手の1人と紹介された。
- 1927年1月27日、14戦目にはイギリス、ロンドンケンジントンのロイヤル・アルバート・ホールで英国人のキッド・ソックスと対戦し、ベテラン相手に善戦したが地元判定で[要出典]引き分けに終わった。これにより連勝記録は13でストップした。
- 1927年2月11日、フランスフライ級王座を獲得した。タイトル獲得後は11連勝でKO勝利5つを含んだ。
- 1927年9月24日、27戦目にはベルギーリエージュ州リエージュでNicolas Petit-Biquetと対戦するものの、地元判定での[要出典]引き分けに終わった。
- 1927年12月19日、イギリス、ロンドンで英国フライ級王者ジョニー・ヒルとフランスフライ級王者エミールとの王者対決となった。しかし判定で完敗した。29戦目で初黒星を喫した。
- 1928年1月4日、欧州フライ級王座を獲得し2度の防衛に成功したが3月19日に再びイギリス、ロンドンで英国フライ級王者ジョニー・ヒルと防衛戦を行ったがまたしても判定負けで王座陥落。
- 1928年4月11日、イタリアフライ級王者ジョバンニ・シリと対戦しTKO勝利。12月1日にはニューヨーク州認定世界フライ級王者コーポラル・イジー・スチュワーツに12回判定勝ちするも、体重超過のため王座獲得できなかった。
- 1929年2月7日に過去の2度の黒星の相手であるジョニー・ヒルとフランスで試合を行った。KO勝利で欧州フライ級王座を奪い返した。
- 1929年3月2日、NBA世界フライ級王者のフランキー・ジェナロと対戦し、1RでKO勝利してNBA世界フライ級王座を獲得すると同時に、欧州の国際ボクシング連合(IBU)からも世界王者と認定された。
- 1929年4月18日、フランキー・ジェナロと再戦するが5R反則負けを喫してしまい、NBA世界フライ級王座を失う。IBUはプラドネルの世界王座の認定を継続した。
- 1929年6月20日、Eugene Huatに15回TKO負けでIBU王座を失い、その後も試合は行うものの勝ったり負けたりが続いた。しかし1930年6月頃から1932年8月17日までに約30戦をこなし1回の敗北と数回の引き分けがあるものの大方勝利を続けていった。
- 1932年9月19日、世界バンタム級王者のパナマ・アル・ブラウンに挑戦するが1RKO負けで2階級制覇に失敗。11月14日に再戦するが2RKO負けを喫した。
- 1933年6月5日の試合から5戦を日本で行い、ピストン堀口ら日本人選手と対戦し3勝2引き分けであった。
- 1934年10月5日、Joseph Decicoからフランスバンタム級王座を奪取。
- 1935年4月8日、Joseph Decicoに王座を奪還された。その後勝ち負けを繰り返したが、チャンスは巡ってこなかった。
- 1936年2月20日、ヘンリー・バラスとの試合を判定勝利すると引退した。
- 1980年3月15日、73歳で死亡。

## 戦績
- プロボクシング：134戦 105勝（39KO） 16敗（3KO） 13分

## 獲得タイトル
- フランスフライ級王座
- 欧州フライ級王座（防衛2）
- NBA世界フライ級王座（防衛0）